# أدريان دي ليموس
أدريان دي ليموس (بالإسبانية: Adrián De Lemos)‏ هو مدرب كرة قدم ولاعب كرة قدم كوستاريكي في مركز حراسة المرمى، ولد في 13 أكتوبر 1982 في سان خوسيه في كوستاريكا. شارك مع منتخب كوستاريكا لكرة القدم. أما مع النوادي، فقد لعب مع ديبورتيفو سابريسا.

## وصلات خارجية
- أدريان دي ليموس على موقع قاعدة بيانات كرة القدم.إي يو (الإنجليزية)
- أدريان دي ليموس على موقع ناشيونال فوتبول تيمز (الإنجليزية)
- أدريان دي ليموس على موقع Soccerway.com (الإنجليزية)